# Équipe de Belgique de hockey sur gazon en Champions Trophy 2018
Maillots
Chronologie
Saison précédente
Du 23 juin au 1er juillet 2021, l'équipe de Belgique de hockey sur gazon participe au Champions Trophy 2018.

## Résumé de la saison
Le 18 juin 2018, Shane McLeod a annoncé sa sélection finale, il devra se passer de Nicolas de Kerpel et Emmanuel Stockbroekx, blessés et Dorian Thiéry, Augustin Meurmans et Tanguy Cosyns, mis à l'écart.
Le 23 juin 2018, Thomas Briels a honoré sa 300e sélection lors du 1er match face à l'Australie, l'équipe a partagé l'enjeu (3-3) grâce au premier but en équipe nationale d'Arthur de Sloover.
Le 24 juin 2018, Après son partage (3-3) contre l'Australie samedi, les Red Lions ontt sombré à tous niveaux dimanche face aux Pays-Bas, cette rencontre a été perdue sur un score de tennis (6-1).
Le 26 juin 2018, John-John Dohmen dépasse Marc Coudron dans le classement des sélections en honorant sa 359e sélection lors du match contre l'Argentine, mais encore une fois de plus les Red Lions ramènent un résultat décevant (partage 1-1).
Le 28 juin 2018, les Red Lions ont été contraints au nul (1-1) par les Indiens, ils ont encore un petit espoir d'accrocher la 4e place et donc la petite finale.
Le 29 juin 2018, les Red Lions engrange enfin leur 1re victoire de leur compétition face au Pakistan (4-2), ils retrouveront la même équipe dimanche pour le match pour la cinquième place car l'Argentine a gagné contre l'Australie (2-3) le lendemain.
Le 1er juillet 2018, les Red Lions terminent à la 5e place de la compétition an battant le Pakistan aux shoots-outs (2-1) après leur partage (2-2).

## Effectif
La Belgique a annoncé son équipe finale le 18 juin 2018.
Entraîneur :  Shane Mcleod
| Numéro | Joueur               | Date de naissance | Âge | Sélections |
| ------ | -------------------- | ----------------- | --- | ---------- |
| 2      | Loic van Doren (GB)  | 14 septembre 1996 | 21  | 8          |
| 4      | Arthur van Doren     | 1er octobre 1994  | 23  | 134        |
| 7      | John-John Dohmen     | 24 janvier 1988   | 30  | 356        |
| 8      | Florent van Aubel    | 25 octobre 1991   | 26  | 185        |
| 9      | Sébastien Dockier    | 28 décembre 1989  | 28  | 160        |
| 10     | Cédric Charlier      | 27 novembre 1987  | 30  | 275        |
| 11     | Amaury Keusters      | 1er octobre 1990  | 27  | 90         |
| 12     | Gauthier Boccard     | 26 août 1991      | 26  | 172        |
| 16     | Alexander Hendrickx  | 6 août 1993       | 24  | 76         |
| 17     | Thomas Briels (C)    | 23 août 1987      | 30  | 299        |
| 19     | Félix Denayer        | 31 janvier 1990   | 27  | 271        |
| 21     | Vincent Vanasch (GB) | 21 décembre 1987  | 30  | 193        |
| 22     | Simon Gougnard       | 17 janvier 1991   | 27  | 234        |
| 23     | Arthur de Sloover    | 3 mai 1997        | 21  | 37         |
| 24     | Antoine Kina         | 13 février 1996   | 22  | 23         |
| 25     | Loïck Luypaert       | 19 août 1991      | 26  | 193        |
| 26     | Victor Wegnez        | 25 décembre 1995  | 22  | 41         |
| 27     | Tom Boon             | 25 janvier 1990   | 28  | 248        |

## Les matchs
| Tournoi toutes rondes           | Australie                            | 3 - 3   | Belgique                                | BH & BC Breda Breda, Pays-Bas                                                     |                                                                                   |
| 23 juin 2018 18h00 heure locale | Mitton 20e · Sharp 21e · Whetton 50e | (2 - 1) | 9e Charlier · 37e De Sloover · 47e Boon | Arbitrage : German Montes de Oca Gareth Greenfield Arbitre vidéo : Coen van Bunge | Arbitrage : German Montes de Oca Gareth Greenfield Arbitre vidéo : Coen van Bunge |
| 23 juin 2018 18h00 heure locale | Rapport                              |         |                                         | Arbitrage : German Montes de Oca Gareth Greenfield Arbitre vidéo : Coen van Bunge | Arbitrage : German Montes de Oca Gareth Greenfield Arbitre vidéo : Coen van Bunge |

| Tournoi toutes rondes           | Pays-Bas                                                             | 6 - 1   | Belgique   | BH & BC Breda Breda, Pays-Bas                                                 |                                                                               |
| 24 juin 2018 14h00 heure locale | Van Ass 4e · Bovendeert (2x)6e · Hertzberger 22e, 58e · Pruijser 29e | (5 - 0) | 41e Dohmen | Arbitrage : Bruce Bale Gareth Greenfield Arbitre vidéo : German Montes de Oca | Arbitrage : Bruce Bale Gareth Greenfield Arbitre vidéo : German Montes de Oca |
| 24 juin 2018 14h00 heure locale | Rapport                                                              |         |            | Arbitrage : Bruce Bale Gareth Greenfield Arbitre vidéo : German Montes de Oca | Arbitrage : Bruce Bale Gareth Greenfield Arbitre vidéo : German Montes de Oca |

| Tournoi toutes rondes           | Argentine   | 1 - 1   | Belgique     | BH & BC Breda Breda, Pays-Bas                                       |                                                                     |
| 26 juin 2018 18h00 heure locale | Peillat 14e | (1 - 0) | 37e Keusters | Arbitrage : Coen van Bunge Bruce Bale Arbitre vidéo : Jakub Mejzlik | Arbitrage : Coen van Bunge Bruce Bale Arbitre vidéo : Jakub Mejzlik |
| 26 juin 2018 18h00 heure locale | Rapport     |         |              | Arbitrage : Coen van Bunge Bruce Bale Arbitre vidéo : Jakub Mejzlik | Arbitrage : Coen van Bunge Bruce Bale Arbitre vidéo : Jakub Mejzlik |

| Tournoi toutes rondes           | Belgique     | 1 - 1   | Inde            | BH & BC Breda Breda, Pays-Bas                                              |                                                                            |
| 28 juin 2018 17h00 heure locale | Luypaert 59e | (0 - 1) | 10e Harmanpreet | Arbitrage : Coen van Bunge German Montes de Oca Arbitre vidéo : Bruce Bale | Arbitrage : Coen van Bunge German Montes de Oca Arbitre vidéo : Bruce Bale |
| 28 juin 2018 17h00 heure locale | Rapport      |         |                 | Arbitrage : Coen van Bunge German Montes de Oca Arbitre vidéo : Bruce Bale | Arbitrage : Coen van Bunge German Montes de Oca Arbitre vidéo : Bruce Bale |

| Tournoi toutes rondes           | Belgique                                                 | 4 - 2   | Pakistan       | BH & BC Breda Breda, Pays-Bas                                           |                                                                         |
| 29 juin 2018 15h00 heure locale | Briels 36e · Keusters 39e · Charlier 51e · Van Aubel 54e | (0 - 1) | 11e, 38e Aleem | Arbitrage : Bruce Bale Federico Garcia Arbitre vidéo : Christian Blasch | Arbitrage : Bruce Bale Federico Garcia Arbitre vidéo : Christian Blasch |
| 29 juin 2018 15h00 heure locale | Rapport                                                  |         |                | Arbitrage : Bruce Bale Federico Garcia Arbitre vidéo : Christian Blasch | Arbitrage : Bruce Bale Federico Garcia Arbitre vidéo : Christian Blasch |

| Cinquième et sixième place          | Belgique                                                | 2 - 2             | Pakistan                            | BH & BC Breda Breda, Pays-Bas                                                     |                                                                                   |
| 1er juillet 2018 11h30 heure locale | Boon 27e · Van Aubel 34e                                | (1 - 1)           | 16e Ali · 60e Toseeq                | Arbitrage : Coen van Bunge German Montes de Oca Arbitre vidéo : Gareth Greenfield | Arbitrage : Coen van Bunge German Montes de Oca Arbitre vidéo : Gareth Greenfield |
| 1er juillet 2018 11h30 heure locale | Rapport                                                 |                   |                                     | Arbitrage : Coen van Bunge German Montes de Oca Arbitre vidéo : Gareth Greenfield | Arbitrage : Coen van Bunge German Montes de Oca Arbitre vidéo : Gareth Greenfield |
| 1er juillet 2018 11h30 heure locale | Gougnard · Denayer · Wegnez · A. Van Doren · De Sloover | Tirs au but 2 - 1 | Toseeq · Abu · Umar · Ali · Shafqat | Arbitrage : Coen van Bunge German Montes de Oca Arbitre vidéo : Gareth Greenfield | Arbitrage : Coen van Bunge German Montes de Oca Arbitre vidéo : Gareth Greenfield |

## Les joueurs
| Joueurs | Joueurs              |     |     |     |     |     |     | Matchs joués | Buts marqués |
| ------- | -------------------- | --- | --- | --- | --- | --- | --- | ------------ | ------------ |
| 2       | Loic van Doren (GB)  | NC  | NC  | NC  | NC  | X   | X   | 2            | 0            |
| 4       | Arthur van Doren     | X   | X   | X   | X   | X   | X   | 6            | 0            |
| 7       | John-John Dohmen     | X   | X · | X   | X   | X   | X   | 6            | 1            |
| 8       | Florent van Aubel    | X   | X   | X   | 4   | 5 · | 5 · | 6            | 2            |
| 9       | Sébastien Dockier    | 4   | 4   | 4   | X   | X   | X   | 6            | 0            |
| 10      | Cédric Charlier      | 4 · | 4   | 4   | X   | X · | X   | 6            | 2            |
| 11      | Amaury Keusters      | X   | X   | X · | 4   | 5 · | 3   | 6            | 2            |
| 12      | Gauthier Boccard     | X   | X   | X   | X   | X   | X   | 6            | 0            |
| 16      | Alexander Hendrickx  | X   | X   | X   | X   | X   | X   | 6            | 0            |
| 17      | Thomas Briels (C)    | X   | X   | X   | X   | X · | X   | 6            | 1            |
| 19      | Felix Denayer        | X   | X   | X   | X   | X   | X   | 6            | 0            |
| 21      | Vincent Vanasch (GB) | X   | X   | X   | X   | NC  | NC  | 4            | 0            |
| 22      | Simon Gougnard       | X   | X   | X   | X   | X   | X   | 6            | 0            |
| 23      | Arthur de Sloover    | 5 · | 5   | 4   | 5   | 7   | 5   | 6            | 1            |
| 24      | Antoine Kina         | 5   | 4   | 5   | 4   | 5   | 6   | 6            | 0            |
| 25      | Loick Luypaert       | X   | X   | X   | X · | X   | X   | 6            | 1            |
| 26      | Victor Wegnez        | 4   | 4   | 5   | 8   | 5   | 5   | 6            | 0            |
| 27      | Tom Boon             | 4 · | 3   | 4   | 4   | 5   | 4 · | 6            | 2            |